# Гуамини (муниципалитет)
Муниципалитет Гуамини  (исп. Partido de Guaminí) — муниципалитет в Аргентине в составе провинции Буэнос-Айрес.
Территория — 4840 км². Население — 11 826 человек. Плотность населения — 2,44 чел./км².
Административный центр — Гуамини.

## История
Муниципалитет был образован в 1886 году для закрепления территории, присоединённой к Аргентине в процессе «Завоевания пустыни». Власти разместились в единственном существовавшем тогда населённом пункте — Гуамини — по которому муниципалитет и получил название.

## География
Департамент расположен на западе провинции Буэнос-Айрес.
Департамент граничит:
- на северо-западе — c муниципалитетами Сальикело, Трес-Ломас
- на севере — с муниципалитетом Тренке-Лаукен
- на северо-востоке — с муниципалитетом Деро
- на юго-востоке — с муниципалитетом Коронель-Суарес
- на юго-западе — с муниципалитетом Адольфо-Альсина

## Важнейшие населённые пункты[2]
| № | Населённый пункт | Населённый пункт (исп.) | Категория | Население чел. (2010) | На карте                        |
| - | ---------------- | ----------------------- | --------- | --------------------- | ------------------------------- |
| 1 | Касбас           | Casbas                  | город     | 4450                  | 36°45′29″ ю. ш. 62°30′07″ з. д. |
| 2 | Гуамини          | Guaminí                 | город     | 2845                  | 37°00′47″ ю. ш. 62°25′10″ з. д. |
| 3 | Лагуна-Альсина   | Laguna Alsina           | посёлок   | 1677                  | 36°48′30″ ю. ш. 62°14′42″ з. д. |
| 4 | Гарре            | Garré                   | посёлок   | 1036                  | 36°33′42″ ю. ш. 62°36′07″ з. д. |
| 5 | Арройо-Венадо    | Arroyo Venado           | посёлок   | 56                    | 37°05′08″ ю. ш. 62°32′20″ з. д. |